# Ингвар Кампрад
Феодор Ингвар Кампрад (швед. Feodor Ingvar Kamprad; Пјетерид, 30. март 1926 — Елмхулт, 27. јануар 2018) био је шведски предузетник и оснивач ланца намештаја Икеа (IKEA). Икеа је основана 1943. године, а име фирме представља иницијале Кампрадовог имена и његове адресе: Ингвар Кампрад, Елмтарид, Агунарид.
Икеа је формално у власништву једне фондације чије је седиште у Холандији. У стварности Inter Ikea поседује сва права везана за бренд. Она је под контролом фондације Integoro, чије је седиште у Лихтенштајну, а њу контролише породица Кампрад. Од 1988. Ингвар Кампрад више није имао активну улогу у компанији, али је наставио да доприноси као саветник.
Кампрад је био један од најбогатијих људи на свету. У јулу 2012. часопис Блумберг (Bloomberg) процењује његово богатство на 36 милијардe долара, што га је учинило петом најбогатијом особом на свету у том тренутку. На крају 2014. се нашао на истој листи, са богатством у вредности од 58 милијарди долара. У новембру 2015. године су шведске новине Veckans Affärer процениле његово богатство на 610 милијарди шведских круна, чиме је постао најбогатији човек у Шведској.

## Биографија
Ингвар Кампрад био је син Феодора Кампрада (1893–1984) и Берте, рођене Нилсон (1903–1956). Одрастао је у месту Елмтарид у Смоланду. Сеоско имање Ингварових родитеља било је највеће на том подручју и обухватало је 450 хектара углавном шумског земљишта. Прадеда му је био богати станодавац у Тирингији.
Кампрад се женио два пута. Између 1950. и 1961. био је ожењен секретарицом Керстином Вадлинг (1926–1992) с којом је усвојио девојчицу Анику Кихлбом (рођену 1958). Године 1963. оженио се учитељицом Маргаретом Стенерт (1940–2011) и са њом добио три сина: Петра, Јонаса и Матијаса Кампрада.
Последње године живота провео је у општини Елмхулт. Ингвар Кампрад је умро 27. јануара 2018. године након кратке болести.

## Икеа
Ингвар Кампрад је као петогодишњак продавао шибице, а као десетогодишњак је развозио бициклом божићне украсе, рибу, шибице и сл. Икеу је основао 15. јула 1943. године. Предузеће се првобитно бавило каталошком продајом, а продаја намештаја почела је 1947. године.
Први Икеин каталог објављен је 1951. Две године касније Ингвар Кампрад је купио фабрику столарије у Елмхулту и претворио је у изложбени простор за намештај. Прва робна кућа отворена је 1958. године у Алмхулту. Године 1965. отворена је робна кућа у близини Стокхолма. Дизајн је инспирисан Гуенхајмовим музејом у Њујорку.

## Фондације и добротворне организације
Холандска фондација Stichting INGKA Foundation основана је 1982. године и седиште јој је у Лајдену. Први велики пројекат је био подршка оснивању Центра за дизајн "Ингвар Кампрад" на Универзитету у Лунду, 1998. године. Центар пружа новац, подршку и знање и у сарадњи са Уницефом и организацијом Спасимо децу донира Икеину робу. У сарадњи са Дечјом болницом "Астрид Линдгрен", болницом Универзитета у Лунду и Високим комесаријатом ОУН за избеглице за сваки продат Икеин производ Фондација донира евро за добротворне сврхе. Шеф Фондације је Норвежанин Пер Хегенес.
22. децембра 2011, убрзо након смрти његове супруге Маргарете, објављено је да Ингвар и његова породица намеравају да оснују нову фондацију - Familjen Kamprads Stiftelse (Фондација породице Кампрад) - са нешто више од 950 милиона шведских круна за истраживање и образовање, посебно у Смоланду. Нова фондација која ће примати значајне износе годишње (обавеза од 270 милиона еура годишње) креирана је зарад подршке пројектима усмереним на побољшање квалитета живота старијих особа, на боље окружење, истраживање и образовање у архитектури, дизајну ентеријера и на истраживање и образовање у оквиру медицине.   